# 7 Rings
«7 Rings» — пісня, записана американською співачкою Аріаною Ґранде для її п'ятого студійного альбому Thank U, Next (2019). Пісню написала сама Аріана, Kaydence, Нйомза Вітія, Тайла Парс і Вікторія Монет разом зі продюсерами Томмі Брауном, Чарльзом Андерсоном і Майклом Фостером. В композиції використаний семпл треку Річарда Роджерса і Оскара Гаммерштайна 1959 року «My Favorite Things». Він вийшов під лейблом Republic Records 18 січня 2019 року, як другий сингл із альбому. Музичний відеокліп, режисером якого стала Ганна Люкс Дейвіс, супроводжував реліз пісні того ж дня. 1 лютого 2019 року вийшов ремікс із американським репером 2 Chainz.
«7 Rings» дебютувала під номером один на Billboard Hot 100. Пісня також очолила чарти в ряді інших країн, включаючи Велику Британію, Австралію, Канаду, Чехію, Естонію, Фінляндію, Грецію, Угорщину, Ісландію, Ірландію, Ізраїль, Малайзію, Нову Зеландію, Норвегію, Португалію, Сінгапур, Словаччину, Швецію та Швейцарію, та досягнула топ-5 в Австрії, Данії, Франції, Німеччині, Італії й Іспанії.

## Чарти
| Чарт (2019)                                 | Найвища позиція |
| ------------------------------------------- | --------------- |
| Аргентина (Argentina Hot 100)               | 32              |
| Австралія (ARIA)                            | 1               |
| Австрія (Ö3 Austria Top 75)                 | 2               |
| Бельгія (Ultratop Flanders)                 | 4               |
| Бельгія (Ultratop Wallonia)                 | 8               |
| Канада (Canadian Hot 100)                   | 1               |
| Канада (CHR/Top 40) (Billboard)             | 13              |
| Канада (Hot AC) (Billboard)                 | 44              |
| Колумбія (National-Report)                  | 50              |
| Чехія (IFPI)                                | 49              |
| Чехія (Singles Digitál Top 100)             | 1               |
| Данія (Tracklisten)                         | 2               |
| Естонія (IFPI)                              | 1               |
| Європа (Чарти Billboard)                    | 1               |
| Фінляндія (Suomen virallinen lista)         | 1               |
| Франція (SNEP)                              | 2               |
| Німеччина (Official German Charts)          | 4               |
| Greece International Digital Singles (IFPI) | 1               |
| Угорщина (Single Top 40)                    | 1               |
| Угорщина (Stream Top 40)                    | 1               |
| Ісландія (Tonlist)                          | 1               |
| Ірландія (IRMA)                             | 1               |
| Ізраїль (Media Forest)                      | 1               |
| Італія (FIMI)                               | 5               |
| Японія (Japan Hot 100)                      | 21              |
| Ліван (Lebanese Top 20)                     | 6               |
| Luxembourg Digital Songs (Billboard)        | 7               |
| Малайзія (RIM)                              | 1               |
| Mexico Airplay (Billboard)                  | 9               |
| Нідерланди (Dutch Top 40)                   | 13              |
| Нідерланди (Mega Single Top 100)            | 4               |
| Нова Зеландія (RMNZ)                        | 1               |
| Norway (VG-lista)                           | 1               |
| Португалія (AFP)                            | 1               |
| Румунія (Airplay 100)                       | 98              |
| Шотландія (Official Charts Company)         | 1               |
| Сінгапур (RIAS)                             | 1               |
| Словаччина (Singles Digitál Top 100)        | 1               |
| Південня Корея (Gaon)                       | 28              |
| Іспанія (PROMUSICAE)                        | 5               |
| Швеція (Sverigetopplistan)                  | 1               |
| Швейцарія (Media Control AG)                | 1               |
| Велика Британія (Official Charts Company)   | 1               |
| США (Billboard Hot 100)                     | 1               |
| США (Adult Top 40) (Billboard)              | 20              |
| США (Hot Dance Club Songs) (Billboard)      | 5               |
| США (Mainstream Top 40) (Billboard)         | 6               |
| США (Rhythmic) (Billboard)                  | 10              |
| Венесуела (National-Report)                 | 4               |

Ремікс
| Чарт (2019)                    | Найвища позиція |
| ------------------------------ | --------------- |
| New Zealand Hot Singles (RMNZ) | 21              |

## Сертифікації
| Регіон | Сертифікація | Продажі |
| --- | ------------ | ------- |
| Автралія | Платиновий   | 70 000  |
| Нова Зеландія (RIANZ) | Золотий      | 15 000  |
| Іспанія (PROMUSICAE) | Золотий      | 20 000  |
| Велика Британія (BPI) | Золотий      | 400 000 |
| *продажі, що базуються лише на сертифікаціях · ^відвантаження, що базуються лише на сертифікаціях · продажі+прослуховування, що базуються лише на сертифікаціях |              |         |